# Kategoria e Parë 1931
La Kategoria e Parë 1931 fu la seconda edizione della massima serie del campionato albanese di calcio disputato tra il 19 aprile ed il 5 luglio 1931 e concluso con la vittoria del SK Tirana, che bissò il successo della stagione precedente.
Capocannoniere del torneo fu Teli Samsuri (KS Skënderbeu) con 9 reti.

## Formula
Alle sei partecipanti della precedente edizione si aggiunse la neopromossa Muzaka. Le squadre vennero divise in due gironi da 3 e 4 squadre e disputarono incontri di andata e ritorno al termine dei quali le prime classificate disputarono la finale per il titolo mentre le ultime classificate retrocedettero nella neo-istituita Kategoria e Dytë

## Squadre
| Squadra           | Città   | Stadio | Stagione 1930      |
| ----------------- | ------- | ------ | ------------------ |
| Bashkimi Shkodran | Scutari |        | 3°                 |
| KS Elbasani       | Elbasan |        | 5°                 |
| Muzaka            | Berat   |        | Kategoria e Dytë   |
| KS Skënderbeu     | Coriza  |        | 2°                 |
| Teuta             | Durazzo |        | 4°                 |
| Tirana            | Tirana  |        | Campione d'Albania |
| KS Flamurtari     | Valona  |        | 6°                 |

## Classifica

### Gruppo A
|  | Pos. | Squadra           | Pt | G | V | N | P | GF | GS | DR |
|  | ---- | ----------------- | -- | - | - | - | - | -- | -- | -- |
|  | 1.   | Tirana            | 5  | 4 | 2 | 1 | 1 | 6  | 2  | +4 |
|  | 2.   | Bashkimi Shkodran | 5  | 4 | 2 | 1 | 1 | 4  | 3  | +1 |
|  | 3.   | Valona            | 2  | 4 | 1 | 0 | 3 | 4  | 9  | -5 |

### Gruppo B
|  | Pos. | Squadra    | Pt | G | V | N | P | GF | GS | DR  |
|  | ---- | ---------- | -- | - | - | - | - | -- | -- | --- |
|  | 1.   | Teuta      | 11 | 6 | 5 | 1 | 0 | 15 | 2  | +13 |
|  | 2.   | Skënderbeu | 6  | 6 | 2 | 2 | 2 | 13 | 7  | +6  |
|  | 3.   | Elbasani   | 6  | 6 | 3 | 0 | 3 | 9  | 10 | -1  |
|  | 4.   | Muzaka     | 1  | 6 | 0 | 1 | 5 | 2  | 20 | -18 |

Legenda:

      Ammesso alla finale
      Retrocesso in Kategoria e Dytë
Note:

Due punti a vittoria, uno a pareggio, zero a sconfitta.

### Finale
L'andata venne disputata il 28 giugno a Tirana mentre il ritorno il 5 luglio a Durazzo.
| Tirana 28 giugno 1931 | Tirana | 1 – 1 | Teuta |  |

| Durazzo 5 luglio 1931 | Teuta | 0 – 3 | Tirana |  |

## Verdetti
- Campione: Tirana
- Retrocessa in Kategoria e Dytë: KS Flamurtari, Muzaka